# Empoasca omani
Empoasca omani är en insektsart som beskrevs av Davidson och Delong 1942. Empoasca omani ingår i släktet Empoasca och familjen dvärgstritar. Utöver nominatformen finns också underarten E. o. iguala.